# Campodorus marginalis
Campodorus marginalis är en stekelart som först beskrevs av Geoffroy 1785.  Campodorus marginalis ingår i släktet Campodorus och familjen brokparasitsteklar. Arten är reproducerande i Sverige. Inga underarter finns listade.